# 감사용
감사용(甘四用, 1957년 3월 23일 ~ )은 전 한국 프로 야구 삼미 슈퍼스타즈의 투수이자, 현재는 경남대학교 야구부 감독이다. 경상남도 김해시 진영읍에서 태어났으며, 마산고등학교와 인천체육전문대학을 졸업하였다.
1982년 한국 프로 야구 삼미 슈퍼스타즈의 창단 멤버로 입단하여 투수로 뛰었고, 청보 핀토스, OB 베어스에서도 뛰었다. 총 5시즌 동안 통산 1승 15패 1세이브를 올렸다.
국제디지털대학교 감독으로 취임하여 2006년 3월 28일 한성디지털대학교를 상대로 3:0으로 승리, 생애 2번째 승리를 거두기도 했으나, 2007년 국제디지털대학교 야구부가 해체되면서 그도 감독직에서 물러나게 된다. 이후에는 진해 리틀야구단 감독을 맡으며 후신 양성에 주력했고, 2020년부터 경남대학교 감독을 맡는다.
감사용은 원래 삼미철강 아마추어 야구 팀의 선수였다가 한국 프로 야구 원년인 1982년에 삼미 슈퍼스타즈에 입단하여 선발 투수로 활약한다. 감사용이 비록 아마추어에서는 뛰어난 선수였지만, 프로 성적은 신통치 않았다. 1983년 이후에는 패색이 짙은 경기에 패전처리로 주로 투입되면서 패전처리 전문 투수라는 별명을 얻었다. 이런 그의 이색적인 경력은 보통 사람의 위대한 도전이라는 모티브에 부합되었고, 그의 인생은 2004년에 영화로 제작되었다. 영화의 제목은 슈퍼스타 감사용이며 김종현이 연출했고, 이범수가 주연을 맡았다.

### 선수
- 삼미 슈퍼스타즈
- 청보 핀토스
- OB 베어스

### 지도자
- 국제디지털대학교: 2005년 12월(창단 감독)
- 진해 리틀야구단: 2007년 ~ 2019년 (감독)
- 경남대학교: 2020년 2월 ~ 현재

## 통산 기록
| 연도 | 소속  | 경기 | 완투 | 완봉 | 승 | 패 | 세이브 | 홀드 | 이닝    | 타자 | 피안타 | 피홈런 | 4구 | 사구 | 탈삼진 | 실점 | 자책점 | 승률  | 평균자책점 |
| ---- | ----- | ---- | ---- | ---- | -- | -- | ------ | ---- | ------- | ---- | ------ | ------ | --- | ---- | ------ | ---- | ------ | ----- | ---------- |
| 1982 | 삼미  | 41   | 1    | 0    | 1  | 14 | 1      | 0    | 133 2/3 | 616  | 179    | 25     | 47  | 2    | 23     | 106  | 96     | 0.067 | 6.46       |
| 1983 | 삼미  | 6    | 0    | 0    | 0  | 0  | 0      | 0    | 12 1/3  | 51   | 12     | 1      | 4   | 0    | 6      | 6    | 4      | 0.000 | 2.92       |
| 1984 | 삼미  | 1    | 0    | 0    | 0  | 0  | 0      | 0    | 2 1/3   | 9    | 2      | 0      | 1   | 0    | 0      | 0    | 0      | 0.000 | 0.00       |
| 1985 | 청보  | 12   | 0    | 0    | 0  | 1  | 0      | 0    | 30 1/3  | 141  | 41     | 5      | 8   | 3    | 17     | 23   | 22     | 0.000 | 6.53       |
| 1986 | OB    | 1    | 0    | 0    | 0  | 0  | 0      | 0    | 3       | 12   | 3      | 1      | 0   | 0    | 1      | 1    | 1      | 0.000 | 3.00       |
| 통산 | 5시즌 | 61   | 1    | 0    | 1  | 15 | 1      | 0    | 181 2/3 | 829  | 237    | 32     | 60  | 5    | 47     | 136  | 123    | 0.063 | 6.09       |

## 기타
- 2004년 이범수 주연의 《슈퍼스타 감사용》은 감사용을 소재로 한 영화이다.
- 2008년 감사용은 《슈퍼스타 감사용, 꿈과 도전 그리고 인생이야기》(대경북스)라는 자전에세이를 출간하였다.

## 감사용을 연기하였던 배우
- 이범수 - 2004년 《슈퍼스타 감사용》